# Physically Based Rendering
La renderització basada en la física, Physically Based Rendering (PBR), és un conjunt de mètodes per a definir materials i renderitzar-los. Aquests tenen en comú que es caracteritzen per la precisió en què se simula la interacció de la llum amb els materials. Alhora que han deixat enrere antigues maneres de renderitzar. Amb PBR, s'aconsegueixen resultats foto-realistes, incloent-hi la representació de materials difícils de representar com els vidres. Independentment de la tipologia d'il·luminació de l'escena, s'aconsegueixen resultats acurats i versemblants.
El concepte també és conegut com a Physically Based Shading (PBS). Depenent de l'aspecte del flux de treball en què es posa èmfasi es fa servir una expressió o l'altra, PBS per a la definició dels materials PBR es refereix a la renderització i la il·luminació.